# 391 Ingeborg
391 Ingeborg è un asteroide areosecante. Scoperto nel 1894, presenta un'orbita caratterizzata da un semiasse maggiore pari a 2,3207829 UA e da un'eccentricità di 0,3054078, inclinata di 23,15969° rispetto all'eclittica.
L'origine del suo nome è sconosciuta.